# Bo-Kaap
Bo-Kaap (del afrikáans: «por sobre el Cabo») es un área de Ciudad del Cabo, Sudáfrica antiguamente conocido como el Barrio Malayo. Se trataba de un antigua área racial segregada, ubicada en la pendiente de Signal Hill por sobre el centro de la ciudad y se trata de un punto reconocido de la cultura malaya en la ciudad. La mezquita Nurul Islam, inaugurada en 1844, se encuentra ubicada en este área.
Bo-Kaap es conocida por sus casa coloridas y sus calles de empedrado. El área tradicionalmente fue conocida como una zona multicultural, con el 56.9% de su población que se definen como musulmanes. Según la South African Heritage Resources Agency, Bo-Kaap contiene la mayor concentración pre 1850 de arquitectura en Sudáfrica, y es el barrio más antiguo aún existente en Ciudad del Cabo.
El origen de la zona se encuentra en 1760 cuando Jan de Waal compró una parcela de tierra a los pies de la colina Signal, entre las calles Dorp y Wale. En 1763 comenzó a construir las primeras pequeñas casas que luego arrendaría a sus esclavos.
La zona comenzó a experimentar un proceso de gentrificación debido a la expansión de Ciudad del Cabo, como así también el fin de las políticas segregacionistas del régimen de apartheid, siendo las casas buscadas en el mercado inmobiliario por su ubicación y su estilo pintoresco.